# Funisciurus pyrrhopus
Funisciurus pyrrhopus es una especie de roedor de la familia Sciuridae.

## Distribución geográfica
Se encuentran en Angola, Burundi, Camerún, República del Congo, República Democrática del Congo, Costa de Marfil, Guinea Ecuatorial, Gabón, Gambia, Ghana, Guinea, Guinea-Bissau, Liberia, Nigeria, Senegal, Sierra Leona, y Uganda.

## Hábitat
Su hábitat natural son: las tierras de  baja altitud subtropicales o tropicales húmedas, bosques,  sabanas  y plantaciones.